# 杜思望
杜思望（？—？），號友山，山西平陽府猗氏縣人，明朝政治人物。

## 生平
萬曆十三年（1585年）乙酉科山西鄉試舉人。萬曆二十年（1592年），登第三甲第三十名進士。觀通政司政，萬曆二十年（1592年）官直隸文安縣知縣。

## 家族
曾祖父杜尚志；祖父杜江；父親杜守寧。